# 李彦凯
李彦凯（1958年5月—），男，回族，宁夏海原人，中华人民共和国政治人物，二级大法官，曾任宁夏回族自治区高级人民法院院长、宁夏回族自治区政协副主席。